# Multicast

Een Multicast van één enkele bron naar een geselecteerde groep hosts

Multicasting laat het toe om over een netwerk te communiceren naar groepen van willekeurige grootte via een enkele transmissie door de bron. Men kan gecontroleerd data versturen naar een aantal (maar niet noodzakelijk alle) gebruikers. Hierdoor worden bijvoorbeeld televisie-uitzendingen via internet haalbaar vanuit een bron die zelf weinig bandbreedte ter beschikking heeft (men kan dus vanuit huis of met een beperkt budget zenden). Ook de verspreiding van andere soorten webvideo of software verloopt efficiënter via multicast. Gebruikers moeten zich inschrijven op een multicastgroep om de datapakketten die hiernaar verzonden worden, te kunnen ontvangen. Als men niet meer wenst gebruik te maken van een bepaalde multicastgroep, kan men zich hiervoor uitschrijven. Gebruikers kunnen zich tegelijkertijd voor verscheidene multicastgroepen inschrijven. Om data te verzenden naar een multicastgroep is inschrijving echter niet vereist.
Het nadeel bij multicast is dat (momenteel) slechts weinig Internet Service Providers multicast ondersteunen. Hiervoor werd MBone ontwikkeld dat operationeel is sinds 1992. Het maakt multicasting mogelijk over het datagramgeorïenteerde internet. MBone is een laag boven op het internet. Het bestaat uit 'eilandjes' van netwerken die wel geschikt gemaakt zijn voor multicast en die verbonden worden door ”tunnels”. Ieder eiland bestaat uit een LAN of een aantal intergeconnecteerde LANs met multicastrouters. Deze multicastrouters zijn via de tunnels over het internet met
elkaar verbonden, zodat MBone packets tussen de eilanden gestuurd kunnen worden. Als alle routers in de toekomst zelf multicastverkeer kunnen behandelen, zal MBone niet meer nodig zijn.
Alternatieven voor multicast zijn:
- Unicast: het verzenden van een pakket naar één host. De normale gang van zaken.
- Broadcast: het verzenden van een pakket naar alle hosts op een gegeven netwerk.
- Anycast: het verzenden van een pakket naar de dichtstbijzijnde host van een bepaalde klasse.